# Скажені пси
«Скажені пси» (англ. Reservoir Dogs) — перший повнометражний фільм режисера Квентіна Тарантіно, психологічна драма з кримінальним сюжетом. Квентін Тарантіно цим фільмом започаткував свій фірмовий стиль: яскраві діалоги, нелінійний розвиток сюжету, спритні стрибки назад і вперед у часі, щоб виявляти нові деталі або грані героїв.
За сюжетом, група бандитів після невдалого пограбування збирається на складі. Хоча їм вдалося викрасти коштовності, двоє загинули й один з них напевне зрадник, що працює на поліцію. Чекаючи свого ватажка, бандити намагаються з'ясувати хто ж їх зрадив.
«Скажені пси» стали культовим кіно. Журнал Empire назвав їх «Найвидатнішим незалежним фільмом усіх часів». На 1 березня 2024 року фільм займав 98-му позицію у списку 250 кращих фільмів за версією IMDb.
Український переклад зробила студія Цікава ідея на замовлення Hurtom.com..

## Сюжет
У кафе восьмеро бандитів обговорюють попмузику: містер Білий, містер Рожевий, містер Синій, містер Блондин, містер Помаранчевий, містер Коричневий, Едді «Хороший хлопець» Кебот і його батько «великий бос» Джо Кебот. Більшість балакають про пісню Мадонни «Like a Virgin», вбачаючи то вульгарний підтекст, то романтичну історію. Коли настає час платити чайові, виявляється, що містер Рожевий принципово не дає чайових. Джо Кеботу після довгих вмовлянь вдається переконати його. Всі восьмеро прямують до виходу та вирушають на завдання.
Шестеро з них серед білого дня грабують ювелірну крамницю. Але там на них чекає засідка поліцейських, містер Синій і містер Коричневий гинуть, а решта ледве тікають, прихопивши діаманти. Потім бандити різними шляхами вирушають на покинутий склад, щоб отримати від Джо Кебота подальші вказівки.
Білий везе пораненого Помаранчевого, пораненого в живіт. Той скиглить, що скоро помре, містер Білий підбадьорює його та, привізши на склад, обіцяє привести лікаря. Потім на склад вривається роздратований містер Рожевий. Він розповідає Білому, що хтось із їхньої банди — зрадник, який заманив решту в пастку. Рожевий пропонує терміново тікати, а вкрадені діаманти розділити порівну. Білий наполягає, що треба рятувати Помаранчевого, Рожевий встряє з ним у бійку і обоє ледве не стріляють один в одного.
Саме тоді до складу дістається Блондин і кілька секунд спостерігає за сваркою. Він вгамовує Білого та веде своїх спільників до автомобіля показати «сюрприз». Блондин демонструє зв'язаного в багажнику поліцейського та повідомляє, що Кебот сказав лишатися на складі.
Бандити беруться допитати поліцейського, але відволікаються на обговорення того, хто як поводився на пограбуванні. Поліцейський каже, що нічого не знає про зрадника. Прибуває Едді та говорить, що Кебот вже в дорозі. Взявши з собою Білого і Рожевого, він задумує лишити в різних місцях крадені автомобілі та забрати сховані в таємному місці діаманти. Містер Блондин лишається з поліцейським і під музику ріже йому обличчя бритвою, а наостанок відрізає вухо. Потім Блондин іде за бензином, обливає ним полоненого та збирається підпалити. Раптом лунають постріли — це отямився Помаранчевий, не роздумуючи, що діється. Він влучає в Блондина і той стікає кров'ю.
Повернувшись, Рожевий, Білий і Кебот-мол. виявляють застреленого Блондина, прив'язаного до стільчика поліцейського та закривавленого містера Помаранчевого. Едді не вірить спробам Помаранчевого пояснити що сталося, вбиває поліцейського та вимагає розказати таку історію, якій він повірить.
Нарешті прибуває всіма очікуваний Джо Кебот з валізою, наповненою діамантами. Він заявляє, що Помаранчевий — зрадник, і намірюється його застрелити. Джо дістає револьвер, але містер Білий заступається за Помаранчевого і націлює на нього власну зброю, бо докази Кебота надто слабкі. Здивований Кебот-мол. бере на приціл Білого, бандити стріляють одні в одних. У результаті Джо й Едді — гинуть, а містер Білий зазнає поранення. Містер Рожевий, який в цей час ховався під сходами, забирає валізу з діамантами та тікає зі складу. Слідом прибуває поліція.
Білий підповзає до Помаранчевого, в голос жалкуючи, що так сталося. В цю мить знадвору лунають постріли. Помаранчевий зізнається, що він поліцейський під прикриттям. Містер Білий убиває його, на склад вриваються поліцейські та застрелюють Білого.

## Актори та головні персонажі
- Гарві Кейтель — містер Білий: Професійний злочинець та грабіжник. Його справжнє ім'я — Лоуренс Домменік (він із Джиммі Домменіком у Кримінальному чтиві є братами у всесвіті Тарантіно). Холоднокровний злодій — задля досягнення своєї мети не пожаліє нікого. Цілком довіряє Помаранчевому, вперто захищає його. Але коли дізнається, що той зрадник — вбиває його, а потім і сам гине від куль полісменів. У відеогрі озвучений Джеком МакГлі.
- Тім Рот — містер Помаренчевий: Офіцер поліції під прикриттям, справжнє ім'я Фредді Ньюандейк. Увійшовши в довіру до Джо Кебота, домагається, щоб його взяли на справу. Значну частину фільму проводить, стікаючи кров'ю, на підлозі складу. Після того, як повідомив Білому що він зрадник, той вбиває Помаранчевого. Голос у відеогрі — Скотт Нелвілл.
- Майкл Медсен — містер Блондин: Також відомий як Віктор Вега, або Зубочистка Вік. Справжній садист. Під час пограбування вбив чимало полісменів та цивільних (поза кадром). Для власної втіхи катував полоненого полісмена Неша (під музику відрізав праве вухо). Під час спроби спалити Неша живцем, Помаранчевий вбиває Блондина. У відеогрі Медсен єдиний хто озвучував свого героя. Віктор Вега і Вінсент Вега (з Кримінального чтива) є братами у всесвіті Тарантіно.
- Кріс Пенн — «Славний хлопець» Едді Кебот: Син Джо Кебота, не брав участь у пограбуванні магазину. Єдиний хто не вірив у підставу. Вбитий містером Білим під час суперечки про участь Помаранчевого у справі. У грі озвучений Майклом Корначчі.
- Стів Бушемі — містер Рожевий: Єдиний персонаж, хто залишився живий, а також чиє справжнє ім'я невідоме. Під час подій на складі постійно заявляв, що це небезпечне місце, а також хотів самотужки викрити зрадника. Після перестрілки Джо — містер Білий — Едді зник, прихопивши із собою скриньку коштовностей. Також запам'ятався небажанням платити чайові після сніданку. Голос у грі — Вітус Крен.
- Квентін Тарантіно — містер Коричневий: Тарантіно, як це часто він робить, зіграв невеличку роль містера Коричневого. Його діалог відкрив фільм про пояснення змісту пісні «Like a Virgin», як композицію «про великі члени». Вбитий поліцією під час переслідування.
- Лоуренс Тірней — Джо Кебот: Видатний організатор пограбувань, батько Славного хлопця. Вбитий містером Білим.
- Едвард Банкер — містер Синій: Маленька роль ексзлочинця Едді Банкера. Не зважаючи, що у фільмі він присутній небагато часу на нього часто посилаються інші бандити. Після пограбування його ніхто не бачив. Те, що його вбила поліція можна дізнатись зі слів Джо.
- Ренді Брукс — Холдевей: Офіцер поліції, друг містера Помаранчевого. Допомагає Фредді просунутись у банду.
- Кірк Белтз — Мартін Неш: Полісмен, викрадений містером Блондином, з метою довідатись про підставу. Після катувань Блондина вбитий Славним хлопцем.

## Саундтрек

### Треки
| №   | Композиція                     | Виконавець                                                  | Час (хв.) |
| --- | ------------------------------ | ----------------------------------------------------------- | --------- |
| 1.  | «And Now Little Green Bag…»    | Діалог Стівена Райта                                        | 0:15      |
| 2.  | «Little Green Bag»             | The George Baker Selection                                  | 3:16      |
| 3.  | «Rock Flock of Five»           | Діалог Стівена Райта                                        | 0:11      |
| 4.  | «Hooked on a Feeling»          | Blue Swede                                                  | 2:54      |
| 5.  | «Bohemiath»                    | Діалог Стівена Райта                                        | 0:34      |
| 6.  | «I Gotcha»                     | Джо Текс                                                    | 2:26      |
| 7.  | «Magic Carpet Ride»            | Bedlam                                                      | 5:11      |
| 8.  | «Madonna Speech»               | Діалог Квентіна Тарантіно, Едварда Банкера та Гарві Кейтеля | 0:59      |
| 9.  | «Fool for Love»                | Sandy Rogers                                                | 3:25      |
| 10. | «Super Sounds»                 | Діалог Стівена Райта                                        | 0:19      |
| 11. | «Stuck in the Middle With You» | Stealers Wheel                                              | 3:34      |
| 12. | «Harvest Moon»                 | Bedlam                                                      | 2:28      |
| 13. | «Let's Get A Taco»             | Діалог Гарві Кейтеля та Тіма Рота                           | 1:03      |
| 14. | «Keep on Truckin'»             | Діалог Стівена Райта                                        | 0:17      |
| 15. | «Coconut»                      | Гарві Нільсон                                               | 3:51      |
| 16. | «Home of Rock»                 | Діалог Стівена Райта                                        | 0:05      |

## Нагороди та номінації
| Рік  | Результат | Нагорада або фестиваль                                | Номінація                            | Примітки                                              |
| ---- | --------- | ----------------------------------------------------- | ------------------------------------ | ----------------------------------------------------- |
| 1992 | Перемога  | Кінофестиваль в Авіньйоні                             | США                                  | Квентін Тарантіно                                     |
| 1993 | Перемога  | Independent Spirit Award                              | Найкраща чоловіча роль другого плану | Стів Бушемі                                           |
| 1994 | Перемога  | Премія Лондонського кола кінокритиків                 | Новачок року                         | Квентін Тарантіно                                     |
| 1993 | Перемога  | Sant Jordi Awards                                     | Найкращий закордонний актор          | Гарві Кейтель                                         |
| 1992 | Перемога  | Каталоніанський міжнародний кінофестиваль             | Найкращий режисер                    | Квентін Тарантіно                                     |
| 1992 | Перемога  | Каталоніанський міжнародний кінофестиваль             | Найкращий сценарій                   | Квентін Тарантіно                                     |
| 1992 | Перемога  | Премія Стокгольмського кінофестивалю «Бронзовий кінь» |                                      | Квентін Тарантіно                                     |
| 1992 | Перемога  | Міжнародний кінофестиваль в Торонто                   | Нагорода критиків                    | Квентін Тарантіно                                     |
| 2003 | Номінація | DVD Exclusive Awards                                  |                                      | Марк Ренс                                             |
| 1993 | Номінація | Fantasporto                                           | Найкращий фільм                      | Квентін Тарантіно                                     |
| 1993 | Номінація | Independent Spirit Award                              | Найкращий режисер                    | Квентін Тарантіно                                     |
| 1993 | Номінація | Independent Spirit Award                              | Найкращий фільм                      | Квентін Тарантіно (режисер) Лоуренс Бендер (продюсер) |
| 1992 | Номінація | Кінофестиваль «Санденс»                               | Найкраща драма                       | Квентін Тарантіно                                     |

## Цікаві факти
- Для європейської рекламної кампанії фільму були використані так звані персонаж-постери (окремий постер для кожного персонажа). Зараз подібні афіші випускаються мало не для всіх картин, де є декілька головних героїв, проте для того часу це було в новинку.
- Девід Духовни пробувався на одну з ролей у фільмі.
- Слово «fuck» вимовляється в картині 252 рази.
- На роль містера Оранджа пробувався Семюел Л. Джексон. Хоча він у результаті й не знявся у фільмі, Тарантіно був настільки захоплений ним, що запросив його в «Кримінальне чтиво» (1994).
- Джордж Клуні, пробувався на роль містера Блондина, отримав відмову.
- Роль містера Рожевого (її виконав Стів Бушемі) Тарантіно писав для себе, але в підсумку віддав перевагу зіграти містера Брауна.
- 14 грудня 2017 року у відеогру Payday 2 додали пограбування «Скажені пси»: банда Payday разом з трьома персонажами фільму (містером Коричневим, містером Блондином та містером Рожевим) пограбувала ювелірний магазин, але натрапила на поліцейську засідку. Містер Коричневий відразу загинув від кулі снайпера, а містер Рожевий втік з місця злочину. В кінці банда Payday втекла з частиною награбованих діамантів, а містер Блондин і поранений містер Рожевий сховались в оточеному складі. Окрім головних героїв фільму, в грі також присутній взятий в заручники офіцер поліції.